# Kinga Gál

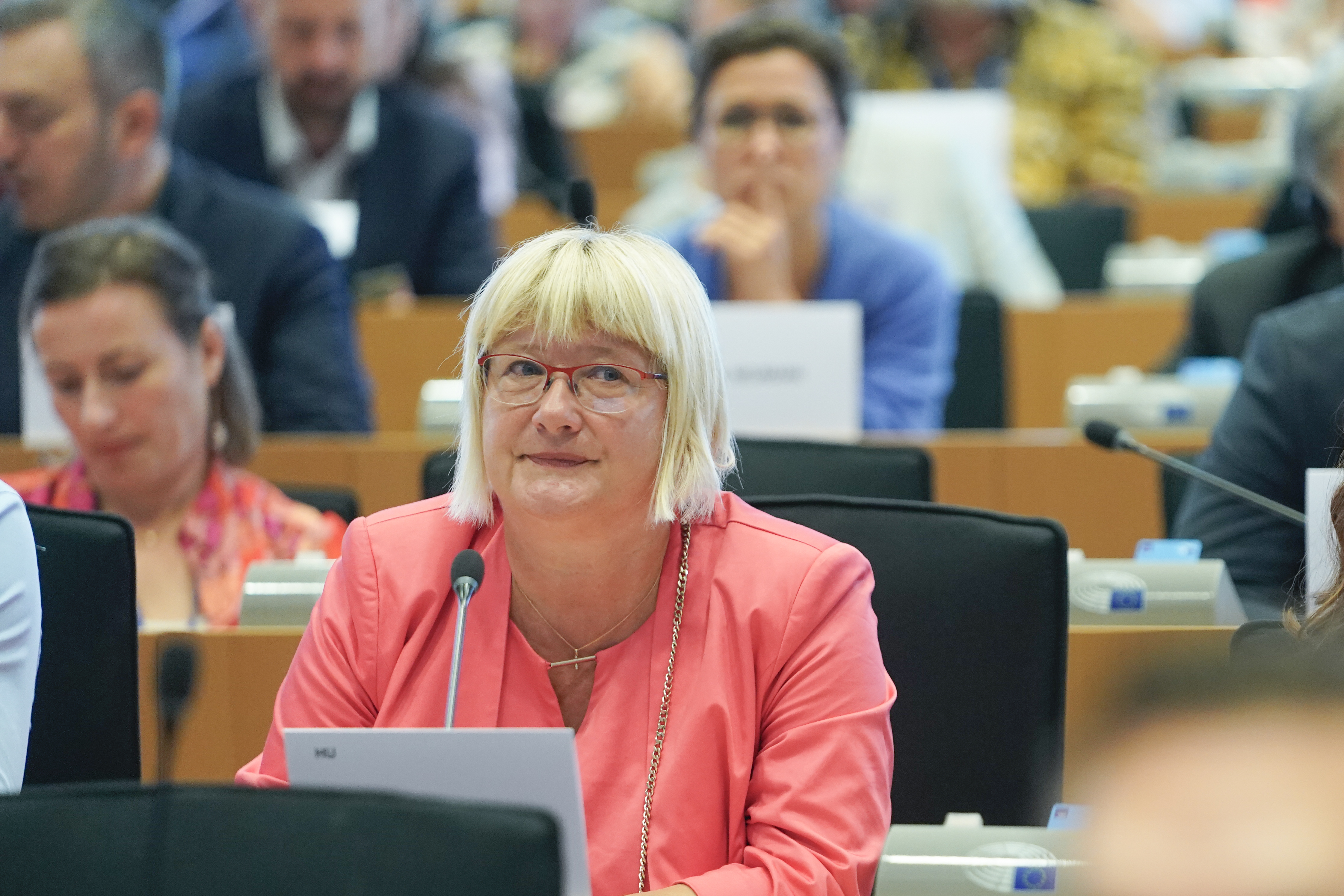
Kinga Gál (2024)

Kinga Gál (* 6. September 1970 in Cluj-Napoca, Rumänien) ist eine ungarische Politikerin der ungarischen Partei Fidesz und Rechtsanwältin.

## Leben
Gál studierte Rechtswissenschaften in Budapest. Seit 2004 ist sie Abgeordnete im Europäischen Parlament.